# Лихьян
Лихья́н (lḥyn, араб. لحيان‎) — историческое государство, существовавшее на севере Аравийского полуострова в IV—I веках до н. э.

## История

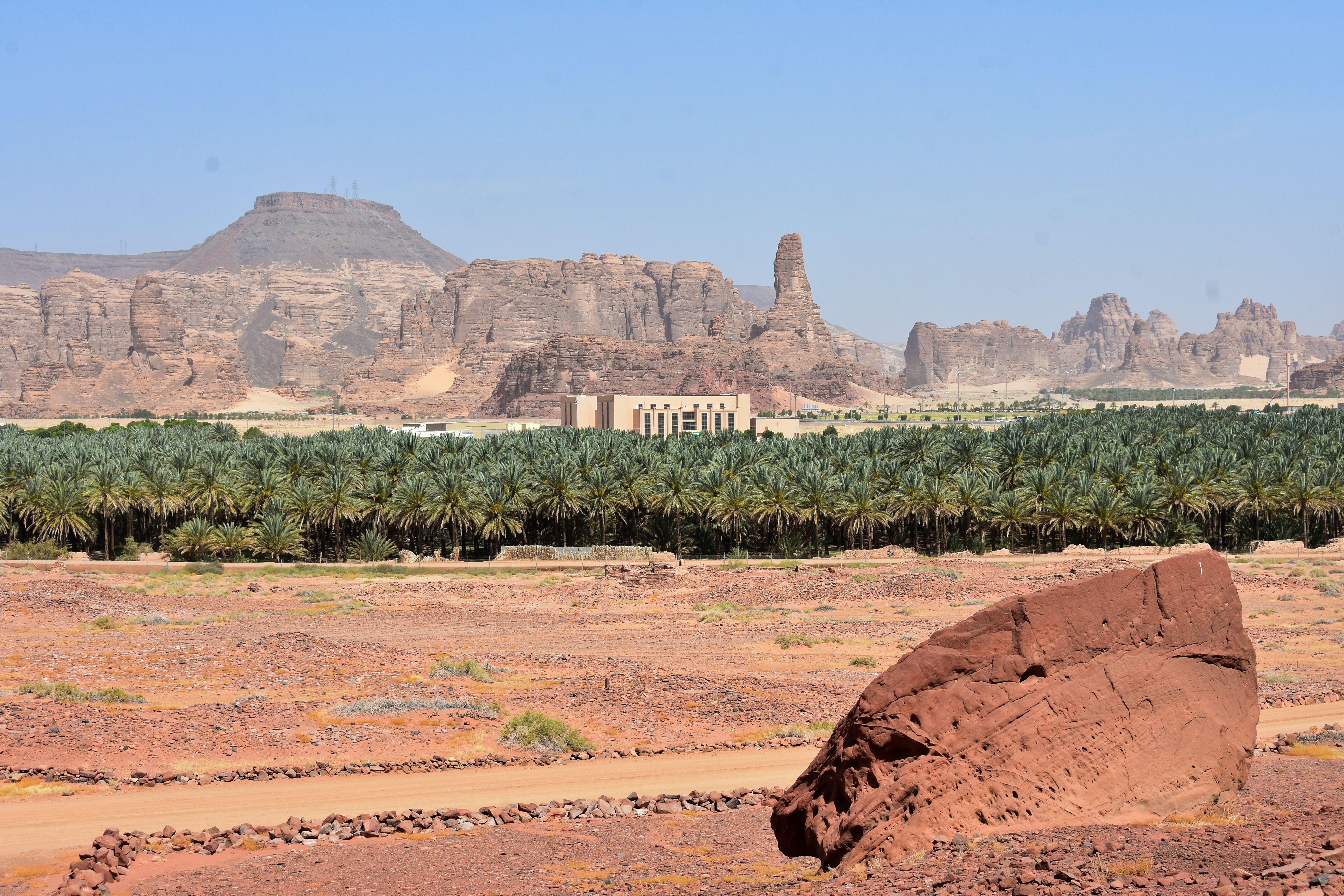
Оазис Аль-Ула.

Царство Лихьян располагалось на территории оазисов Дедан (совр. Аль-Ула) и Эль-Хиджр (совр. Мадаин-Салих). Резиденция царей Дедана и Лихьяна располагалась в месте, ныне известном как Эль-Хурайба (Вади-эль-Кура в Аль-Ула). Дедан впервые упоминается в библейских источниках в VI веке до н. э. Известно, что последний царь Нововавилонского царства Набонид (556 год до н. э. — 539 год до н. э.) при завоевании Аравии убил некоего «царя Дедана». К тому же периоду относится эпитафия царя Дедана Кабир’ила ибн Мата‘’ила, который, возможно, является тем самым царём. Первые упоминания Лихьяна также относятся к этому периоду, они были найдены в сабейских надписях, которые датируются первой половиной VI века до н. э. Место обитания племени в этот период неизвестно.
Позднее в Дедане к власти пришли цари Лихьяна (mlk lḥyn), которые упоминаются в надписях, найденных в городе и его окрестностях. Возможно, это произошло в персидский период (539—334 годы до н. э.), на что указывает использование персидских терминов в надписях.
Около 400 года до н. э. Лихьян подчинил себе оазис Тайма в 120 км к северу и лихьянские цари правили там в течение нескольких поколений. Вероятно, завоевание Таймы стало кульминацией длительного противостояния между этими оазисами. Падение Лихьянского царства, вероятно, произошло около 24 года до н. э., когда набатеи уже завоевали близлежащий Эль-Хиджр. Это подтверждается надписями на гробнице времён правления набатейского царя Ареты IV Филопатриса.
Эдуард Глазер считал, что самудяне, упоминаемые в Коране, и Лихьян (Lechieni у Плиния Старшего) тесно связаны друг с другом. Самуд является древним названием, а Лихьян — более поздним названием этого народа. И упадок самудян совпадает с концом Лихьянского царства.
К VI веку н. э. лихьяниты представляли из себя одно из подразделений арабского племени хузайл. К этому времени они обитали значительно южнее Дедана — на северо-востоке Медины, как и другие подразделения хузайлитов. Из-за отсутствия источников невозможно сказать как и при каких обстоятельствах произошли такие изменения. Во времена Мухаммеда лихьяниты выступили на стороне родственных им курайшитов. После появления ислама нет практически никаких упоминаний о Лихьяне и представителях этого племени. Возможно, что грамматик Абу-ль-Хасан аль-Лихьяни (ум. 837 или 838) был выходцем из этого племени, но некоторые авторы связывали нисбу «аль-Лихьяни» с необычайной длиной его бороды (араб. лихья). В 1814 году Буркхардт описывал встречу с лихьянитами в семи часах от Джидды в сторону Эт-Таифа. Они содержали кофейни возле источника Эль-Ферайне (El Feráyne). По некоторым данным, представители племени ныне проживают к юго-востоку от Мекки.
Периодизация истории Дедана/Лихьяна согласно Ф. В. Уиннету:
| Название           | Период                        |
| ------------------ | ----------------------------- |
| Деданский          | VI век до н. э.               |
| Самудский          | начало V века до н. э.        |
| Ранний лихьянский  | V век до н. э.                |
| Поздний лихьянский | 1-я половина IV века до н. э. |

## Экономика

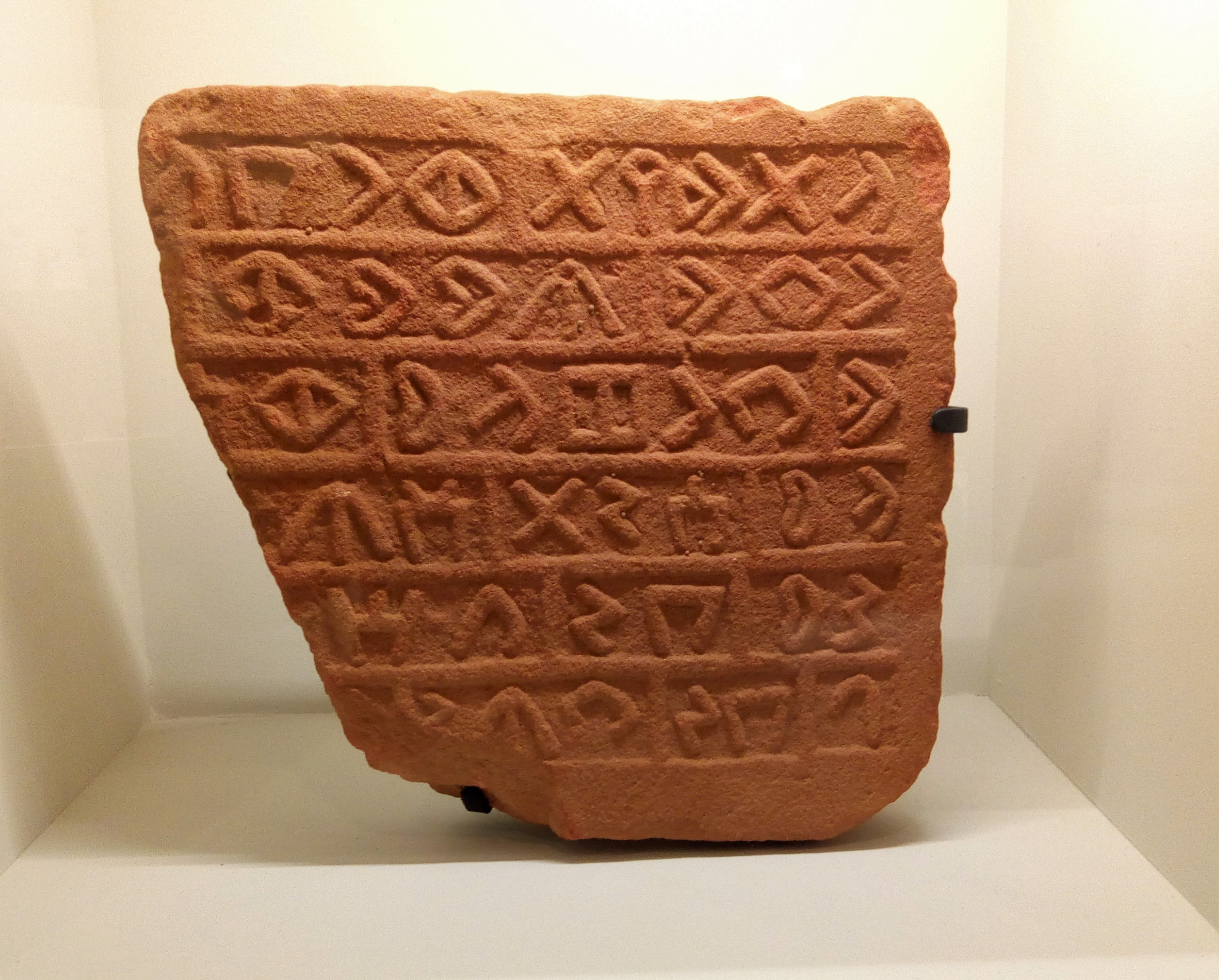
Деданская надпись из храма Умм Дарадж.

Основным занятием жителей было скотоводство и орошаемое земледелие. Важное значение имела транзитная торговля, которая обеспечивала финансирование строительства гробниц, статуй и прочих сооружений, но до сих пор не ясно, в чём заключалось участие Лихьяна в этой торговле, основную роль в которой играли минейцы. В V—III веках до н. э. в Дедане располагалась большая торговая колония Минейского царства (Маин). Возможно Лихьян был союзником Египта против Набатейского царства, позволяя благовониям беспрепятственно попадать в Египет через Красное море (см. Путь благовоний), минуя территории подконтрольные набатеям. Вероятно, что потеря прибыли от этой торговли и привела к завоеванию и уничтожению Лихьянского царства набатеями.

## Религия

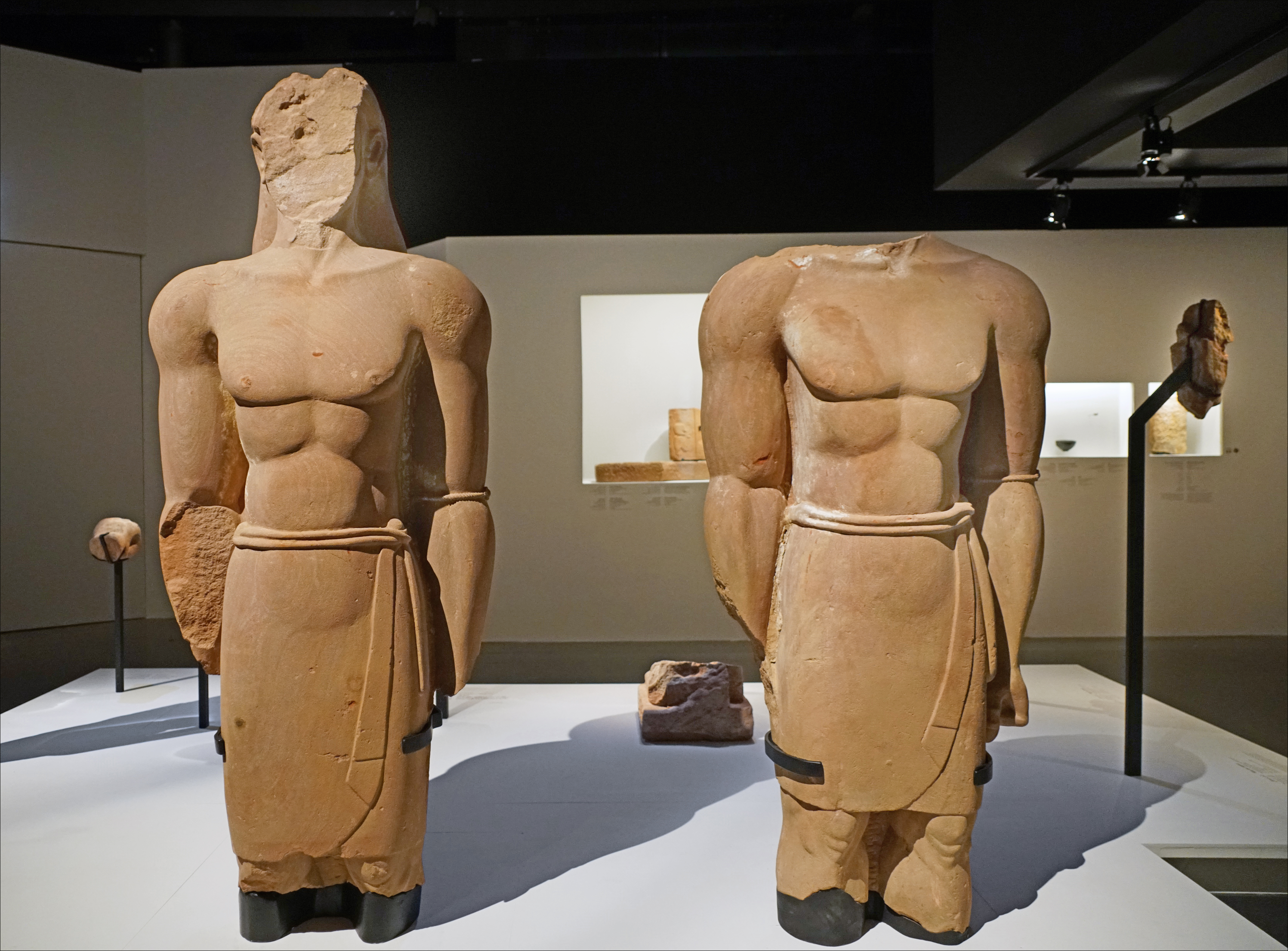
Две статуи из Дедана.

Лихьяниты были политеистами, в число почитаемых ими божеств входили Зу-Габат, Хан-Актаб («Писарь», набатейский Аль-Кутбай), Баалшамин («Владыка небес»), Хан-Уззай и Аглибун (божество-бык плодородия). Храмы этих божеств были обнаружены в Эль-Хурайбе, Икме и Телль-эль-Хатибе. Жители минейской колонии в Дедане поклонялись своему божеству Вадду. Судя по найденным в Дедане надписям, самым почитаемым был Зу-Габат, который упоминается более 260 раз, в то время как имена остальных встречаются всего по нескольку раз. Также эти записи указывают на то, что жрецы одного божества могли делать подношения и другим божествам.
В останках храма Каср-эль-Хамра в Тайме была обнаружена стела, надписи на которой были сделаны человеком, который мог быть связан с правящей династией Лихьяна. На стеле упомянуты божества Салм, Шингала (Сангила) и Ашима (Асима), а также нарисованы астральные символы. Там же был найден пьедестал или алтарь кубической формы с изображением ритуальных сцен и символами в виде звёзд и быка.
Религиозная церемония ẓll (семитский корень со значением «затенять», «покрывать», ср. араб. ظلّل‎), которая встречается в 152 деданских надписях является наиболее часто упоминаемой церемонией не только в Дедане, но и во всей Северной Аравии. Видимо, требованием этого ритуала было создание надписей на камнях. Возможно, что обряд был связан со сбором урожая и был аналогом еврейского суккота.

## Список правителей
Цари Лихьяна носили титул малик (mlk). Также вместе с ним правил и губернатор (r’y). Ближе к концу Лихьянского царства малик перестаёт упоминаться и власть переходит к губернатору.
Список царей согласно Уильяму Тарну:
- Хану’ас, сын Сахир, царицы Лихьяна
- «Небесный» Толмай, сын Хану’аса
- Толмай, сын Хану’аса, царя Лихьяна
- Хану’ас
- Хану’ас, сын Толмая, царя Лихьяна
- Лавдан, сын Хану’аса, царя Лихьяна
- Толмай, сын Лавдана, царя Лихьяна
- Мусимм, сын Лавдана, царя Лихьяна
- безымянный царь
- Мултакис
- Хилас, преемник (но не сын) Фатима
- Кабир’ил, сын Мата‘’ила, царя Дедана
- Мас‘уду, царь Лихьяна
- ? Салхан
- ? ‘Абдон Хану’ас
- ? Мусимм, сын Сахара

Неясно, были ли последние три упомянутые царями или губернаторами при царях, имена которых неизвестны. Также не совсем ясно идентичен ли «Небесный» Толмай, сын Хану’аса, другому царю с именем Толмай, сын Хану’аса. Таким образом, царями Лихьяна были два или три человека с именем Толмай. Также от двух до трёх царей носили имя Хану’ас. По другой оценке их могло быть и вовсе пять, но это маловероятно. По самой скромной оценке число царей Лихьяна составляет 13, а максимальное количество правителей (с учётом трёх по имени Хану’ас) доходит до 19.
Список царей согласно Вернеру Каскелю:
Первое царство
- Ха-…й (имя не сохранилось)
- Ха-Ну’ас, сын Сахра
- Тахмай, сын Лаудана
- Гушам, сын Лаудана
- Галлат-Каус
- Лаудан, сын Ха-Ну’аса

Набатейское правление
- Мас‘уду

Второе царство
- Ха-Ну’ас, сын Тулмая
- Тулмай, сын Ха-Ну’аса
- «Небесный» Тулмай, сын Ха-Ну’аса (возможно, идентичен предыдущему царю)
- ‘Абдан, сын Ха-Ну’аса (брат предыдущего царя? Регент?)
- Салих (регент)
- Тулмай Ха-Ну’ас
- Фадиг?